# Capella de Manyaques
La Capella de Manyaques, ara per ara d'advocació desconeguda, és la capella del mas Manyaques, situat a l'actual terme de la comuna del Tec, a la comarca del Vallespir (Catalunya del Nord).
Està situada al costat sud-occidental del mas Manyaques, a prop a l'esquerra del Tec, a l'extrem nord-est del terme, prop del límit amb Montferrer.
La capella, exteriorment intacta, ha estat interiorment transformada en un apartament, com la resta de dependències del mas Manyaques.

## Característiques
Es tracta d'una capella probablement del segle xix, d'una sola nau, amb l'absis orientat al nord-oest. En el frontis sud-est hi ha un petit cloquer d'espadanya obrat amb maons, com la resta l'església.